# Alex Weisman
Alex Weisman (Davie, 16 luglio 1987) è un attore statunitense.
Egli è ben noto per la sua interpretazione di Posner nella commedia Gli studenti di storia, di Alan Bennett, con la compagnia TimeLine Theatre Company.
È fratello minore di Robin Weisman.

## Biografia
Weisman iniziò a recitare da piccolo come bambino modello. Cresciuto a Davie, in Florida, egli ha ivi avuto numerosi "precedenti" come attore tra cui Madame Melville, The Legacy (New Theatre) e The Chronicles of Narnia: The Lion, The Witch, and the Wardrobe (Actor's Playhouse).
Alex si è laureato presso la Northwestern University con un baccalaureato in teatro nel maggio 2010. Ha recitato in numerosi spettacoli tra i quali In the Bubble, nella parte di Joey, Peter Pan nella parte di Michael, Amadeus, nella parte di Mozart, e in altri. Il 22 aprile 2009 iniziò a recitare nel ruolo di Posner in The History Boys. Lo spettacolo durò sei mesi, terminando il 18 ottobre 2009 e vinse tutti gli Jeff Award cui fu candidato. Il 20 novembre 2009 Weisman cominciò a recitare come Spirito del Natale Passato e Stefano nella 31ª produzione annuale di Canto di Natale, di Charles Dickens. Ha inoltre recitato come Charlie Brown nella commedia musicale You're a Good Man, Charlie Brown al Teatro e Centro di recitazione (TIC) alla Northwestern University. I "precedenti" di Chicago comprendono Michael Darling in Peter Pan, nel Lookingglass Theatre, David, in Mary di Thomas Bradshaw, prodotto dal Goodman Theatre, il Duca di York in La pazzia di Re Giorgio III al Chicago Shakespeare Theater, l'Osservatore in Putting It Together al Porchlight Music Theatre, Victor nel primo adattamento di Brian Selznick di The Houdini Box, presso il Chicago Children's Theater, nel primo adattamento musicale, Richard Miller in Ah! Wilderness, all'Eclipse Theater Company, Phillip Clandon in You Never Can Tell al Remy Bummpo, e Lucio in Julius Caesar al Chicago Shakespeare Theater.
Weisman ebbe il ruolo di Asher Lev nella produzione del 2014 di My Name is Asher Lev, presso il Timeline Theater. Nel 2015,  Weisman ebbe il ruolo preminente di Quentin nel dramma musicale October Sky, presso il Marriott Theatre, Lincolnshire, Illinois. Recitò anche nel ruolo di Horst in Bent, con la compagnia teatrale The Other Theater.
Nei film, Weisman partecipò nel 2013 al film drammatico di Stephen Cone Black Box e nel 2019 al thriller politico An Acceptable Loss - Decisione estrema. In televisione comparve nelle serie Chicago P.D.,  Chicago Fire e Chicago Med.

## Riconoscimenti
Weisman ha vinto due Chicago Jeff Equity Award per la sua interpretazione come Posner in The History Boys al TimeLine Theatre, compreso il Best Supporting Actor in una recitazione, e come parte di Best Ensemble. Egli ha avuto recentemente la nomina a Miglior Attore in ruolo da protagonista al Non-Equity Jeff Awards del 2013 per Ah! Wilderness, con la Compagnia Eclipse Theater.
Alex ha anche ricevuto nella sua carriera numerose critiche positive dai critici teatrali di Chicago e dai giornali.
Nella rubrica On the Town del Chicago Tribune è stato definito come una delle sei figure più richieste nel teatro di Chicago.
Durante un'intervista con Raquel Mendoza, dal TimeLine Theatre Company, ha affermato:
(Alex Weisman nell'intervista a Raquel Mendoza.)